# Bourdic
Bourdic este o comună în departamentul Gard din sudul Franței. În 2009 avea o populație de 355 de locuitori.

## Evoluția populației
| An        | 1975 | 1982 | 1990 | 1999 | 2006 | 2009 |
| --------- | ---- | ---- | ---- | ---- | ---- | ---- |
| Populație | 202  | 211  | 236  | 262  | 315  | 355  |